# Teofipilka, Kozova
Teofipilka (în ucraineană Теофіпілка) este localitatea de reședință a comunei Teofipilka din raionul Kozova, regiunea Ternopil, Ucraina.

## Demografie
Componența lingvistică a localității Teofipilka
     Ucraineană (99,89%)
     Alte limbi (0,11%)
Conform recensământului din 2001, majoritatea populației localității Teofipilka era vorbitoare de ucraineană (99,89%), existând în minoritate și vorbitori de alte limbi.